# Globální výpadek počítačových systémů v červenci 2024
Dne 19. července 2024 došlo ke globálnímu výpadku některých počítačových systémů Microsoft Windows po celém světě. V ranních a dopoledních hodinách téhož dne poté došlo k problémům na řadě světových letišť, v nemocnicích, televizních stanicích a na řadě dalších míst.

## Příčina
Příčinou byla chybná aktualizace antivirového programu od společnosti CrowdStrike, který řada společností ve svých systémech používala. Po instalaci nejnovější aktualizace systému se prakticky všechny počítače používající tento antivirus okamžitě vypnuly, respektive zablokovaly zobrazením tzv. modré obrazovky smrti.

## Problémy

### Doprava

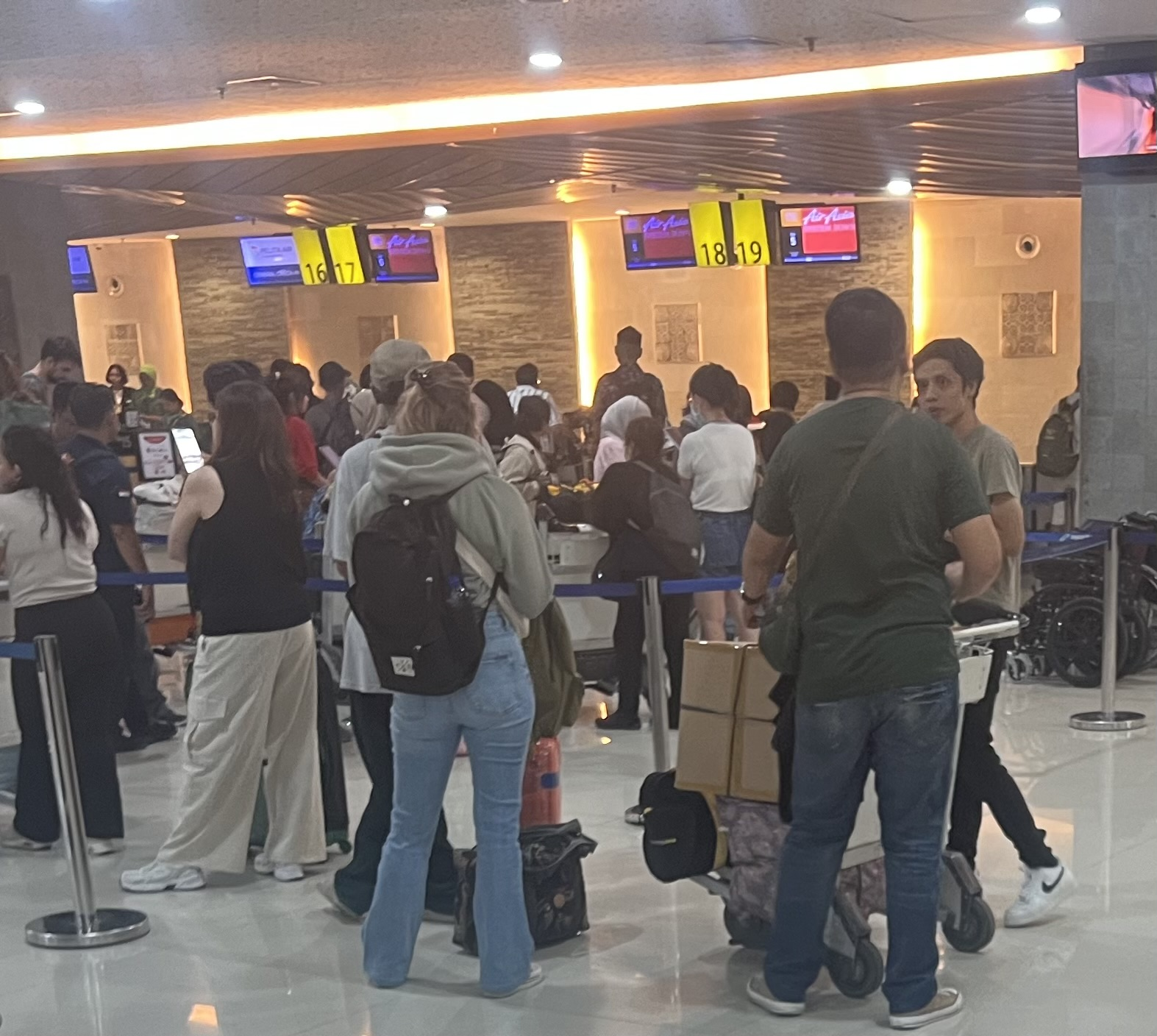
Pasažéři na Bali poznamenaní výpadkem letištního odbavovacího systému

Obzvláště postižena byla při výpadku různá světová letiště, nejhorší situace panovala na letištích ve Španělsku, Indii, Německu či Austrálii. Problémy nejen na letištích však hlásily desítky zemí včetně Česka, kde v ranních hodinách zcela selhal odbavovací systém na Letišti Václava Havla. Ve Spojených státech amerických žádalo několik leteckých společností FAA o úplné zastavení letecké dopravy na celém světě kvůli výpadkům letové komunikace. Problémy se ovšem vyskytly také na železnicích či v lodní dopravě. V Polsku výpadek postihl přístav v Gdaňsku a také některé platební terminály.

### Nemocnice
Postižena byla řada nemocnic, například v Kielu a Lübecku v Německu byly nemocnice nuceny zrušit všechny plánované operace. Problémy s přístupy do databází pacientů pak hlásila také řada pracovníků ve zdravotnictví ve Velké Británii. Na Aljašce výpadek způsobil selhání služeb zajišťující nouzové volání. V Česku výpadek postihl nemocnici v Rokycanech. Teprve dva dny po incidentu se pak podařilo zcela obnovit provoz v českých pobočkách lékáren Benu.

### Další instituce

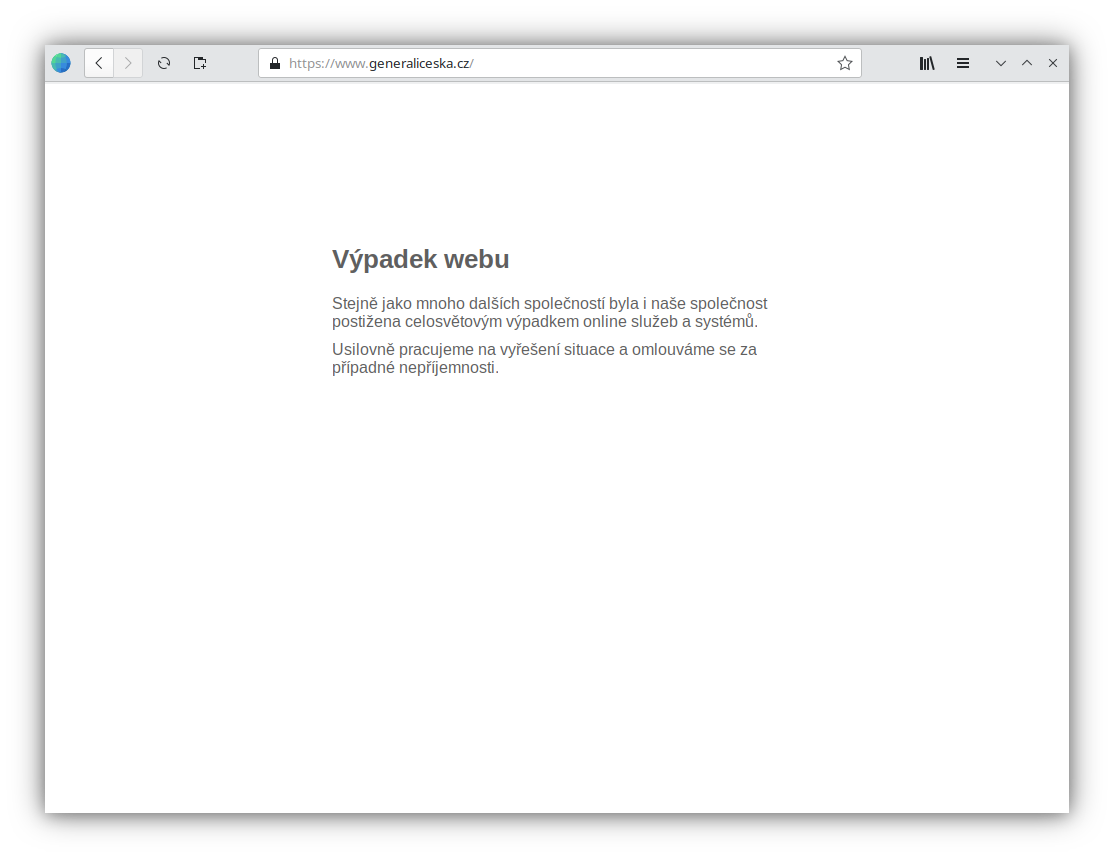
Web Generali České pojišťovny byl kvůli globálnímu výpadku po několik hodin nedostupný

Ve Francii výpadek způsobil mimo jiné problémy organizačnímu výboru pro Olympijské hry, které začnou přesně o týden později. Problémy zaznamenaly také některé televizní kanály, například britská Sky News nemohla kvůli výpadku vůbec vysílat. Problémy po výpadku hlásila také například burza v Londýně a řada bankovních institucí v několika zemích Asie. Postižena byla i řada supermarketů. V Česku pak hlásila problémy například pojišťovna Generali.